# James Bardeen
James Maxwell Bardeen (9. května 1939 – 20. června 2022 Seattle) byl americký fyzik známý především svou prácí v oblasti obecné teorie relativity. Zejména hrál významnou úlohu při formulaci zákonů mechaniky černých děr. Objevil rovněž Bardeenovo vakuum, exaktní řešení Einsteinových rovnic.
V roce 1960 absolvoval Harvardovu univerzitu a poté přešel na doktorát na Kalifornský technologický institut, kde byl jeho vedoucím Richard Feynman.. V závěru života působil jako emeritní profesor na Washingtonské univerzitě a jako hostující vědec na Perimeter Institute for Theoretical Physics. V roce 2012 byl zvolen do Národní akademie věd Spojených států amerických.
Jeho otcem byl John Bardeen, jediný dvojnásobný nositel Nobelovy ceny za fyziku. Jeho bratr William Bardeen je rovněž fyzikem a sestra Elizabeth se provdala za fyzika Thomase Greytaka.